# Česká basketbalová liga 1997/1998
1. basketbalová liga 1997/1998 byla nejvyšší mužskou ligovou basketbalovou soutěží v České republice v ročníku 1997/1998. Od dalšího ročníku ligy 1998/1999 byla nazvána jménem generálního partnera - Mattoni Národní basketbalová liga (ve zkratce Mattoni NBL).
Konečné pořadí ligy:
1. ICEC Opava (mistr České republiky 1997/1998) - 2. Mlékárna Kunín - 3. BK SČE Děčín - 4. BC STAVEX Brno 5. USK ERPET Praha - 6. BC Sparta Praha - 7. BK NH Ostrava - 8. TJ BK ŽĎAS Žďár nad Sázavou - 9. BK ASK VT DIOOS Chomutov - 10. BK SPOLCHEMIE Ústí nad Labem - 11. BHC OSTACOLOR Pardubice (sestup do prolínací soutěže) - 12. BK Slavia Praha (sestup z 1. ligy)

## Systém soutěže
V první části soutěže (září - prosinec 1997) všech 12 družstev dvoukolově každý s každým (zápasy doma - venku) odehrálo 22 zápasů. 
Ve druhé části soutěže (leden - březen 1998) se započítáním výsledků 1. části byla družstva rozdělena do skupiny A1 (o 1. až 6. místo) a do skupiny A2 (o 7. až 12. místo), družstva hrála ve skupině dvoukolově každý s každým (každé družstvo 10 utkání).
V Play-off hrálo 6 týmů ze skupiny A1 a dva nejlepší ze skupiny A2. Hrálo se na 3 vítězné zápasy.
Play-out hrála družstva na 9.-12. místě skupiny A2 dvoukolově každý s každým. Poražená družstva z 1. kola play-off vytvořila skupinu o 9. až 12. místo, každé z nich odehrálo 6 zápasů a poslední družstva sestoupilo do 2. ligy a předposlední do kvalifikace.

## Výsledky

### Tabulka po první části soutěže
| Poř. | Tým                         | Z  | V  | P  | Skóre     | Body |
| ---- | --------------------------- | -- | -- | -- | --------- | ---- |
| 1.   | ICEC Opava                  | 22 | 21 | 1  | 1996:1554 | 43   |
| 2.   | Mlékárna Kunín              | 22 | 20 | 2  | 1853:1588 | 42   |
| 3.   | BK SČE Děčín                | 22 | 16 | 6  | 1753:1599 | 38   |
| 4.   | USK Erpet Praha             | 22 | 14 | 8  | 1881:1678 | 36   |
| 5.   | BC Stavex Brno              | 22 | 13 | 9  | 1840:1691 | 35   |
| 6.   | BC Sparta Praha             | 22 | 11 | 11 | 1644:1629 | 33   |
| 7.   | BK NH Ostrava               | 22 | 9  | 13 | 1747:1857 | 31   |
| 8.   | VTJ VALZAP DIOSS Chomutov   | 22 | 8  | 14 | 1751:1865 | 30   |
| 9.   | BK Žďas Žďár nad Sázavou    | 22 | 7  | 15 | 1730:1849 | 29   |
| 10.  | BK Spolchemie Ústí n.L.     | 22 | 5  | 17 | 1731:1879 | 27   |
| 11.  | Ostacolor BHC SKP Pardubice | 22 | 4  | 18 | 1640:1987 | 26   |
| 12.  | BK Slavia Praha             | 22 | 4  | 18 | 1540:1930 | 26   |

### Tabulka druhé části soutěže, skupina A1
| Poř. | Tým             | Z  | V  | P  | Skóre     | Body |
| ---- | --------------- | -- | -- | -- | --------- | ---- |
| 1.   | ICEC Opava      | 32 | 30 | 2  | 2851:2274 | 62   |
| 2.   | Mlékárna Kunín  | 32 | 28 | 4  | 2756:2374 | 60   |
| 3.   | BK SČE Děčín    | 32 | 20 | 12 | 2545:2431 | 52   |
| 4.   | BC Stavex Brno  | 32 | 18 | 14 | 2704:2496 | 50   |
| 5.   | USK Erpet Praha | 32 | 16 | 16 | 2638:2595 | 48   |
| 6.   | BC Sparta Praha | 32 | 13 | 19 | 2365:2454 | 45   |

### Tabulka druhé části soutěže, skupina A2
| Poř. | Tým                         | Z  | V  | P  | Skóre     | Body |
| ---- | --------------------------- | -- | -- | -- | --------- | ---- |
| 7.   | BK NH Ostrava               | 32 | 17 | 15 | 2653:2670 | 49   |
| 8.   | BK Žďas Žďár nad Sázavou    | 32 | 14 | 18 | 2567:2610 | 46   |
| 9.   | VTJ VALZAP DIOSS Chomutov   | 32 | 14 | 18 | 2661:2754 | 46   |
| 10.  | BK Spolchemie Ústí n.L.     | 32 | 11 | 21 | 2613:2718 | 43   |
| 11.  | Ostacolor BHC SKP Pardubice | 32 | 7  | 25 | 2476:2893 | 39   |
| 12.  | BK Slavia Praha             | 32 | 4  | 28 | 2249:2789 | 36   |

### Konečná tabulka skupina o 9. - 12. místo
| Poř. | Tým                         | Z  | V | P | Skóre | Body |
| ---- | --------------------------- | -- | - | - | ----- | ---- |
| 9.   | VTJ VALZAP DIOSS Chomutov   | 38 |   |   |       |      |
| 10.  | BK Spolchemie Ústí n.L.     | 38 |   |   |       |      |
| 11.  | Ostacolor BHC SKP Pardubice | 38 |   |   |       |      |
| 12.  | BK Slavia Praha             | 38 |   |   |       |      |

## Play-off
Hrálo se na tři vítězná utkání. Zápasy o 5. a 7. místo na dvě utkání.

### čtvrtfinále
- (1.) ICEC Opava - (8.) BK Žďas Žďár nad Sázavou 3:0 (101:63 81:75 105:65)
- (2.) Mlékárna Kunín - (7.) BK NH Ostrava 3:1 (83:71 85:105 76:69 106:84)
- (3.) BK SČE Děčín - (6.) BC Sparta Praha 3:1 (86:84 86:80 78:85 93:57)
- (4.) BC Stavex Brno - (5.) USK Erpet Praha 3:1 (90:86 85:71 71:90 87:70)

### Semifinále
- ICEC Opava - BC Stavex Brno 3:0 (67:62 96:66	84:76)
- Mlékárna Kunín - BK SČE Děčín 3:0 (77:68 92:86 101:81)

### zápas o 7. místo
- BK NH Ostrava - BK Žďas Žďár nad Sázavou 2:0 (87:69 87:75)

### zápas o 5. místo
- USK Erpet Praha - BC Sparta Praha 2:0 (95:71 93:76)

### zápas o 3. místo
- BK SČE Děčín - BC Stavex Brno 3:2 (79:97 81:90 77:69	92:83 84:82)

### Finále
- ICEC Opava Basketbal - Mlékárna Kunín 3:1 (79:72 84:73 83:71 77:79)